# Дикань Наталія Іванівна
Ната́лія Іва́нівна Дика́нь  (30 липня 1951, Телаві, Грузія) — доктор геологічних наук, провідний науковий співробітник, завідувач відділу геології антропогену Інституту геологічних наук НАН України.

## Біографія
Закінчила географічний факультет Київського національного університету імені Тараса Шевченка. Працювала геологом на трасах магістральних газопроводів України, Білорусі, Уралу, Західного Сибіру. Закінчила аспірантуру Інституту геологічних наук НАН України за спеціальністю «Палеонтологія і стратиграфія». Закінчила Київську морську школу водолазів ДОСААФ СРСР (м. Київ), брала участь у дослідженнях північно-західного шельфу та узбережжя Чорного моря. Учасник наукових морських експедицій (Чорне, Біле моря).

## Науковий доробок
Тема кандидатської дисертації «Умови формування та стратиграфія лиманних відкладів зони каналу Дунай-Дніпро» (1981)
Тема докторської дисертації «Четвертинні остракоди України». (2004)
Сфера наукових інтересів: мікропалеонтологія (викопні і рецентні остракоди), теоретична палеонтологія (систематика, таксономія, еволюція, філогенез), біостратиграфія морських і континентальних відкладів, палеогеографія неогену, зоогеографія, палеоекологія. Автор 106 наукових праць, з яких 10 монографій (5 одноосібних).

### Основні наукові праці
- Геология шельфа УССР. Лиманы / Молодых И. И., Усенко В. П., Палатная Н. Н., Кочубей Н. И., Положевец М. Ф. и др.; Под ред. Шнюкова Е. Ф.. — К.: Наукова думка, 1984. — 176 с.
- Негадаев-Никонов К. Н., Зубович С. Ф., Кочубей Н. И. Остракоды континентального антропогена Европейской части СССР. — Кишинев: Штиинца, 1989. — 262 с.
- Дикань Н. І. Систематика четвертинних остракод України. — К.: ІГН НАНУ, 2006. — 430 с.
- Дикань Н. І. Неоген-четвертинні остракоди Прикарпаття. — Київ: Четвертахвиля. — 2008. — 88 с.
- Дыкань Н. И. Биостратиграфия среднемиоценовых-нижнеплиоценовых отложений Таманского полуострова по остракодам // Геологический журнал. — 2011, № 3. — С. 29-39
- Дыкань Н. И. История развития остракод и палеогеография Эвксинского бассейна в среднем миоцене-раннем плиоцене // Геол. журн. — 2012, № 1. — С. 57-66.
- Дикань Н. І. Розчленування пліоцен-четвертинних відкладів Чорного моря (північний шельф) за остракодами // Тектоніка і стратиграфія, 2012, № 39. — С. 111—131.
- Емельянов В. А., Митропольский А. Ю., Довбыш С. М., Дыкань Н. И., Ольштынская А. П. и др. Геологические, геоэкологические, гидроакустические, гидроэкологические исследования шельфа и континентального склона украинского сектора Черного моря. 75-1 рейс НИС «Профессор Водяницкий» / Под ред.. А. Ю. Митропольского — К., 2013. — 150 с.
- Дыкань Н. И. Неоген-четвертичные остракоды северной части Черного моря. — Киев: Четверта хвиля. — 2016. — 272 с. гидроэкологические исследования шельфа и континентального склона украинского сектора Черного моря. 75-1 рейс НИС «Профессор Водяницкий» / Под ред.. А. Ю. Митропольского — К., 2013. — 150 с.
- Popov, Rostovtseva, … Dykan et al. Paleontology and stratigraphy of the Middle–Upper Miocene of the Taman Peninsula: Part 1. Description of key-sections and benthic fossil groups // Paleontological Journal, 2016, Vol. 50, No. 10, pp. 1039—1206. DOI:https://doi.org/10.1134/S0031030116100014
- Dykan N., Kovalchuk O., Dykan K. et al. New data on Paleocene-Eocene (gastropods, ostracodes, fishes) and palynoflora of the Boltysh impact structure (Ukraine) with biostratigraphical and paleoecological inference // Neues Jahrbuchfür Geologieund Paläontologie — Abhandlungen. — 287/2, 2018. — Р.213-239 DOI:https://doi.org/10.1127/njgpa/2018/0714
- Dykan N. Stratigraphy of the Pliocene deposits of the Black Sea (Ukraine) according to ostracods (Arthropoda, Crustacea) // JournalGeoliogy, Geography, Geoecology. — 2019/28 (2). — P. 250—262 https://doi.org/10.15421/111926 (doi: 10.15421/111926)
- Четвертинні та рецентні остракоди Тірренського й Червоного морів. — Київ: Четверта хвиля. — 2020. — 148 с.
- Дикань Н. І. Теоретичні засади систематичного вивчення викопних остракод (Arthropoda, Crustacea) у контексті проблеми виду в палеонтології // Вид у біології: теорія та практика. Збірник наукових праць. Ред.: І. Загороднюк. Українське теріологічне товариство та Національний науково-природничий музей НАН України, Київ, 2021. — P. 127—139

### Участь у наукових конференціях
Конференція «Проблемы кайнозойской палеоэкологии и палеогеографии морей Северного Ледовитого океана» (м. Мурманськ. 1989).
Міжнародні сесії четвертинної комісії INQUA (Київ, 2001; Уфа, 2002)
Друга Міжнародна конференція"Interfaces against pollution" (Угорщина, 2002)
Наради з вивчення четвертинного періоду (м. Москва, 1994; м. Смоленськ, 2002)
Міжнародна конференція «Biological Processes Associated With Impact Event» (Кембридж, 2003)
XIV Всеросійська мікропалеонтологічна конференція «Сучасна мікропалеонтологія: палеобіологічні та геологічні аспекті» (Новосибірськ, Росія, 2008)
AAPG European Region Annual Conference «Exploration in the Black Sea and Caspian Regions» (Kiev, 2010)
XVIII INQUA Congress (Bern, Switzerland, 2011)
Міжнародна конференція «Фактор солоності в біологічних науках (до 50-річчя створення концепції критичної солоності)» (Санкт-Петербург, Росія, 2012)
RCMNS (Regional Committee on Mediterranean Neogene Stratigraphy) Interim Colloquium «The Messinian salinity crisis: from geology to geobiology» (Torino, Italy, 2014)
Українсько-польські семінари «Гляціал і перигляціал Волинського Полісся» (м. Шацьк, Україхна, 2005), «Леси і палеоліт Поділля» (Тернопіль, Україна, 2015)
Second Meeting of Asian Ostracodologists (Second Asian Ostracodologists'Meeting) (Kunming, China, 2016)
Міжнародна конференція «Геологія горючих копалин — досягнення та перспективи» (Київ, 2017)
Міжнародна наукова конференція «Морські геолого-геофізичні дослідження: фундаментальні та прикладні аспекти»; (Одеса, Україна, 2018)

## Суспільна діяльність
- член Палеонтологічного товариства України
- член Національного стратиграфічного комітету України (НСКУ)
- член Четвертинної комісії НСКУ
- член Українського підрозділу Міжнародного комітету INQUA
- член вченої ради ІГН НАН УКраїни
- член спеціалізованих вчених рад і експертних комісій при ІГН НАН України (Д 26.162.01, 04.00.09 — стратиграфія і палеонтологія; Д 26.162.04, 04.00.10 — геологія океанів і морів)
- член Наукової ради Національного фонду досліджень України (НФДУ), секція природничих, технічних наук та математики
- експерт державної атестації ефективності діяльності наукових установ НАН України (Природничі науки)

член редколеґії Геологічного журналу (вид-во ІГН НАН України, м. Київ)
член редколеґії Палеонтологічного збірника (ЛНУ, м. Львів)

## Нагороди
Нагороджена премією НАН України імені П. А. Тутковського за наукову роботу «Систематика четвертинних остракод України (довідник-визначник)» (2009).